# Bonfire (Felix Jaehn)
Bonfire is een nummer van de Duitse dj Felix Jaehn uit 2016, ingezongen door de Finse zangeres Alma.
Het deephouse-nummer werd vooral in het Duitse taalgebied een hit. Het haalde de 3e positie in Duitsland. In Nederland haalde het de 4e positie in de Tipparade, en ook in Vlaanderen haalde "Bonfire" de Tipparade.